# Formula Hull
La Formula Hull è un'impostazione di pensiero portata avanti dal Segretario di Stato statunitense Cordell Hull. Questa impostazione si inquadra nel diritto internazionale per quanto riguarda i beni posseduti dagli stranieri: poteva accadere che un bene di proprietà di uno straniero venisse espropriato per motivi di pubblica utilità e in quel caso si dovrebbe intervenire con un indennizzo; per Hull l'indennizzo deve essere pronto, adeguato ed effettivo.
Di diverso avviso è l'impostazione di pensiero detta visione radicale.